# Операция Кэ
Операция Кэ (яп. ケ号作戦 Кэ-го: сакусэн, в русскоязычной исторической литературе также распространена транскрипция Ке) — в целом успешная операция японских вооружённых сил по эвакуации сухопутных войск с Гуадалканала во время Гуадалканальской кампании во Второй мировой войне. Операция проводилась с 14 января по 7 февраля 1943 года, в ней принимали участие японская армия и флот под объединённым командованием Императорской Ставки. Непосредственно руководили операцией Исороку Ямамото и Хитоси Имамура.
Японское командование приняло решение о выводе войск и уступке Союзникам контроля над Гуадалканалом по нескольким причинам. Все попытки японской армии вернуть контроль над аэродромом Хендерсон-Филд на Гуадалканале, который использовали Союзники, провалились с тяжёлыми потерями для неё. Японский флот в окрестностях острова также понёс тяжёлые потери, пытаясь организовать перевозку подкреплений и снабжения на остров. Эти потери и отсутствие ресурсов, необходимых для последующих операций по возвращению острова, оказывали негативное влияние на стратегическое положение Японии в других регионах. Решение об эвакуации было утверждено Императором Хирохито 31 декабря 1942 года.
Операция началась 14 января доставкой батальона пехоты на Гуадалканал для прикрытия арьергарда эвакуации. Примерно в то же самое время авиация японской армии и флота начала операцию по завоеванию превосходства в воздухе Соломоновых островов и Новой Гвинеи. Во время этой операции авиация в бою у острова Реннелл потопила американский тяжёлый крейсер USS Chicago (CA-29). Двумя днями позже японский самолёт затопил американский эскадренный миноносец у Гуадалканала. Сама эвакуация проводилась ночами 1, 4 и 7 февраля эсминцами. Кроме нескольких атак японских эсминцев авиацей и торпедными катерами, силы Союзников не проводили активного противодействия эвакуации, так как командиры Союзников полагали, что это не эвакуация, а операция по перевозке подкреплений.
В общей сложности японцы эвакуировали 10 652 человек с Гуадалканала ценой потери одного эсминца и тяжёлых повреждений ещё трёх. 9 февраля солдаты Союзников обнаружили, что японцы ушли и объявили Гуадалканал безопасным, закончив шестимесячную борьбу за контроль над островом.

## Положение перед сражением

### Битва за Гуадалканал
7 августа 1942 года вооружённые силы Союзников (по большей части США) высадились на Гуадалканале, Тулаги и Флоридских островах архипелага Соломоновы острова. Целью десанта было не дать использовать их для строительства японских баз, которые бы угрожали транспортным потокам между США и Австралией, а также создание плацдарма для кампании по изоляции главной японской базы в Рабауле и поддержка сухопутных сил союзников в Новогвинейской кампании. Гуадалканальская кампания продлилась шесть месяцев.
Высадка Союзников стала для японцев неожиданностью. Союзники заняли Тулаги и ближайшие островки Гавуту и Танамбого, а также захватили строящийся на Гуадалканале аэродром к вечеру 8 августа. Союзники позднее назвали аэродром Хендерсон-Филд в честь американского лётчика, погибшего в сражении у Мидуэя. Авиацию Союзников на Гуадалканале стали называть «ВВС Кактуса» (CAF) по кодовому названию Союзников для Гуадалканала.
В ответ на высадку союзников на Гуадалканал Императорская Ставка отправила подразделения японской 17-й армии, корпус, базировавшийся в Рабауле, под командованием генерал-лейтенанта Харукити Хякутакэ, с приказом вернуть контроль над Гуадалканалом. Подразделения японской 17-й армии начали прибывать на Гуадалканал 19 августа. Из-за угрозы со стороны авиации CAF, базировавшейся на Хендерсон-Филд, японцы не могли использовать крупные медленные транспортные суда для доставки солдат и вооружения на остров. Вместо этого они использовали военные корабли, базировавшиеся в Рабауле и Шортлендских островах. Военные корабли 8-го флота Японии, главным образом лёгкие крейсеры и эскадренные миноносцы, под командованием вице-адмирала Гунъити Микавы, обычно успевали сделать рейс через пролив Слот к Гуадалканалу и обратно за одну ночь, таким образом минимизируя угрозы воздушных атак. Однако таким способом было возможно доставлять только солдат без тяжёлого вооружения и припасов, в том числе без тяжёлой артиллерии, автомобилей, достаточных запасов пищи, а только то, что солдаты могли унести на себе. Эта скоростная доставка военными кораблями имела место в течение всей кампании на Гуадалканале и получила название «Токийский экспресс» у союзников и «Крысиная транспортировка» у японцев.

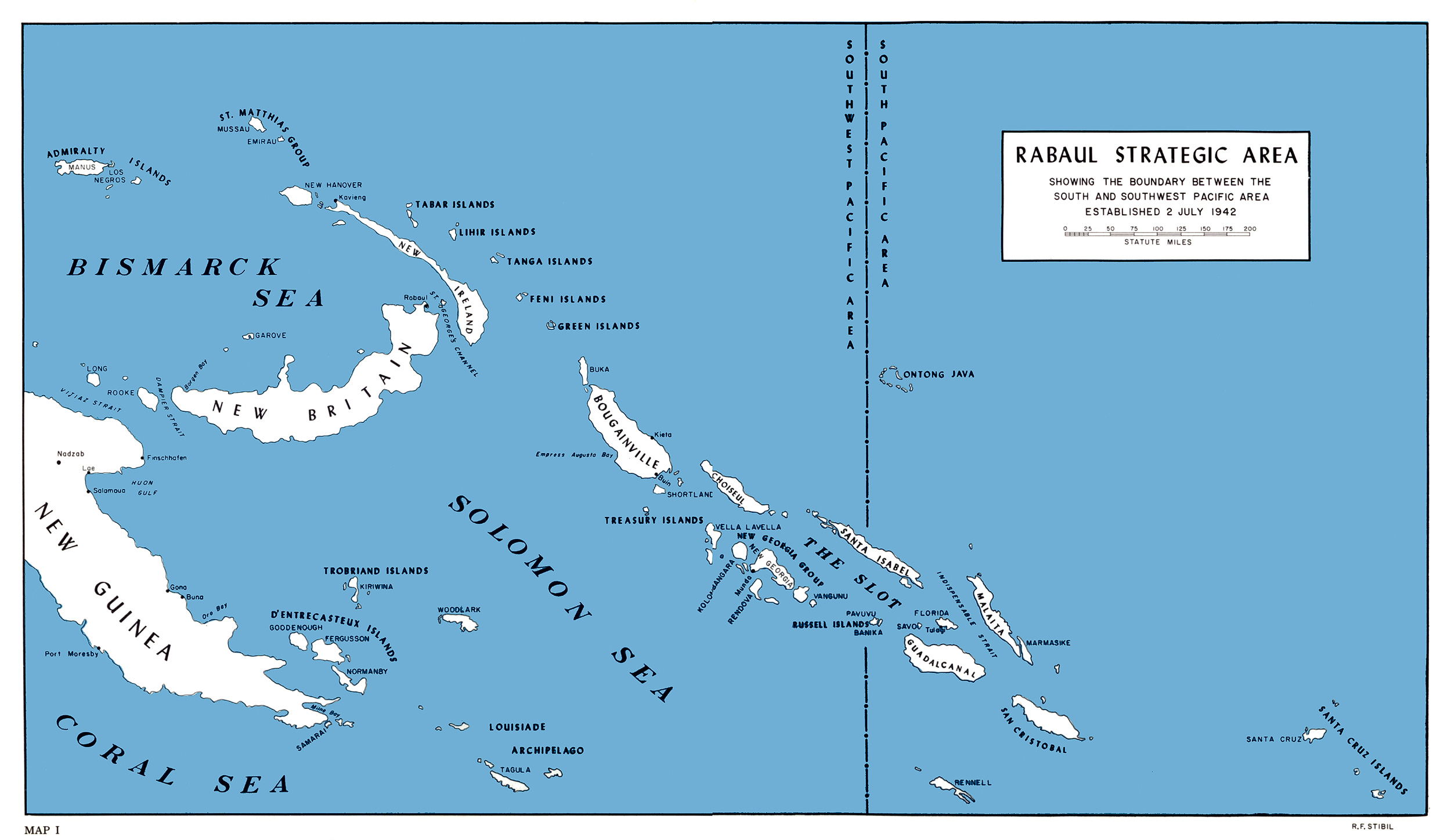
Соломоновы острова находятся в южной части Тихого океана. Японская база в Рабауле вверху слева. Гуадалканал (внизу справа) находится в юго-восточном конце пролива «Слот».

Используя такой способ доставки подкреплений и снабжения на Гуадалканал, японская армия предприняла три попытки вернуть контроль над аэродромом Хендерсон-Филд, однако все они окончились неудачей. После третьей неудачной попытки японский флот предпринял попытку доставки частей 38-го пехотного полка и тяжёлого вооружения, которая была сорвана в результате морского сражения за Гуадалканал 12-15 ноября. После этого японцы отказались от дальнейших планов по возврату Хендерсон-Филд.
В середине ноября войска Союзников атаковали японцев у Буна-Гона в Новой Гвинее. Штаб японского Объединённого флота, находящееся на островах Трук под руководством главнокомандующего адмирала Исороку Ямамото понял, что успехи Союзников в Новой Гвинее угрожают Японской империи в гораздо большей мере, чем их военное присутствие на южных Соломоновых островах. В связи с этим штаб Объединённого флота начал готовить план эвакуации войск с Гуадалканала, меняя приоритеты и перебрасывая ресурсы для операций в Новую Гвинею. В то же самое время флот не информировал армейское руководство о своих планах.
С начала декабря японцы стали испытывать значительные трудности в содержании, снабжении и пополнении войск на Гуадалканале, в связи с тем, что флот и авиация Союзников постоянно атаковали японские корабли и базы снабжения. Несколько конвоев со снабжение достигли острова, но их грузов было недостаточно для поддержания японского контингента, который с 7 декабря терял около 50 человек ежедневно от недоедания, болезней и боевых действий сухопутных сил и авиации Союзников. Японцы доставили около 30 000 солдат на Гуадалканал с начала кампании, но в декабре только около 20 000 из них были ещё живы, а из них только 12 000 в большей или меньшей степени были годны для службы, а остальные были ранены, больны или истощены.
Японский флот продолжал нести потери во время попыток доставить продовольствие на Гуадалканал. Один эсминец был затоплен американскими кораблями в бою у Тассафаронга 30 ноября. Другой эсминец и подводная лодка были затоплены, а ещё два эсминца получили тяжёлые повреждения от американских торпедных катеров и авиации с Хендерсон-Филд во время операций по доставки снабжения 3-12 декабря. Очень небольшая часть доставляемого таким образом продовольствия и медикаментов реально попадала к японским солдатам на острове. Командование Объединённого флота довело до сведения своих сухопутных коллег, что потери кораблей во время операций снабжения угрожают будущим стратегическим планам защиты Японской империи.

### Решение об эвакуации

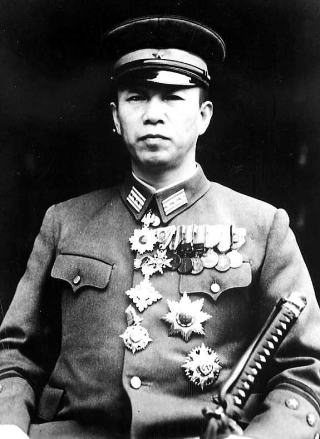
Начальник 1-го отдела оперативного управления Генштаба Сухопутных войск полковник Такусиро Хаттори

В течение ноября Ставка Верховного главнокомандования продолжала поддерживать идею возвращения контроля над Гуадалканалом. Несмотря на это, на более низком уровне началось обсуждение вывода войск и оставления острова. После посещения гарнизона сотрудники Генштаба Сухопутных войск и управления Сухопутных войск Ставки полковники Такусиро Хаттори и Масанобу Цудзи, считали, что попытки контратаки обречены на провал. Сотрудник управления Сухопутных войск Ставки майор Рюдзо Сэдзима отмечал, что боеготовности гарнизона не хватит для проведения полноценной операции.
11 декабря капитан 2-го ранга Ю. Ямамото и майор Т. Хаяси, вернувшись в метрополию из зоны «Рабаул», подтвердили Генштабу и Ставке, что всё большее число офицеров штаба «Рабаул» поддерживают оставление Гуадалканала. Примерно в это время Министерство Сухопутных войск уведомило Генштаб, что в распоряжении ВМС имеется мало корабельного состава для поддержки гарнизона и контратаки, а транспортные ресурсы необходимы для поддержки экономики и Вооружённых сил.
19 декабря для утверждения плана стратегической операции Сухопутных войск в районе Новой Гвинеи и о. Гуадалканала в объединённый штаб зоны «Рабаул» прибыл начальник оперативного управления Генштаба полковник Д. Санада с группой офицеров. Командарм 8-й Армии Сухопутных войск (генерал Х. Имамура) в зоне Новой Гвинеи и на арх. Соломоновых о-вов не давал рекомендаций на вывод войск, но открыто описал трудности плана контратаки, отметив, что любое решение об отводе войск должно предусматривать планы эвакуации всего гарнизона.
Рабочая группа оперативного управления Генштаба вернулась в метрополию к 25 декабря с рекомендациями немедленно оставить о. Гуадалканал и отдать приоритет оборонительной операции в районе Новой Гвинеи. 26 декабря Ставка приняла рекомендации Генштаба, отдав приказание готовить оперативный план эвакуации и организации линии обороны по линии архипелага Соломоновых островов. 28 декабря генерал Х. Сугияма и адмирал О. Нагано информировали Императора о решении на вывод войск, которое тот утвердил 31 декабря. Во время совещания Император уточнил у Нагано: «Почему американцы всего за несколько дней построили авиабазу, в то время как мы потратили на это более месяца?» (ВМС Японии вели на острове строительство военного аэродрома). Адмирал пояснил, что американцы активно использовали строительную технику, в то время как японцы полагались на неквалифицированный труд.

### План и силы сторон
3 января Генеральный штаб информировал 8-ю сухопутную армию и Объединённый флот о решении оставить Гуадалканал. 9 января офицеры Объединённого флота и 8-й сухопутной армии вместе создали план эвакуации, который получил официальное название Операция Кэ по названию моры в японской азбуке (кане).
План подразумевал высадку пехотного батальона на остров с эсминца на Гуадалканал около 14 января с задачей прикрыть эвакуацию. 17-я армия должна была начать отступление на западную оконечность острова 25-26 января. 28 января должна была начаться кампания по захвату преимущества в воздухе южных Соломоновых островов. 17-я армия должна была погрузиться на три конвоя эсминцев с первой неделю февраля до даты окончания операции 10 февраля. В то же самое время японские воздушные и морские силы должны были совершать различные манёвры и небольшие атаки вокруг Новой Гвинеи и Маршалловых Островов, ведя ложные радиопереговоры, чтобы ввести американцев в заблуждение относительно истинных намерений японцев.

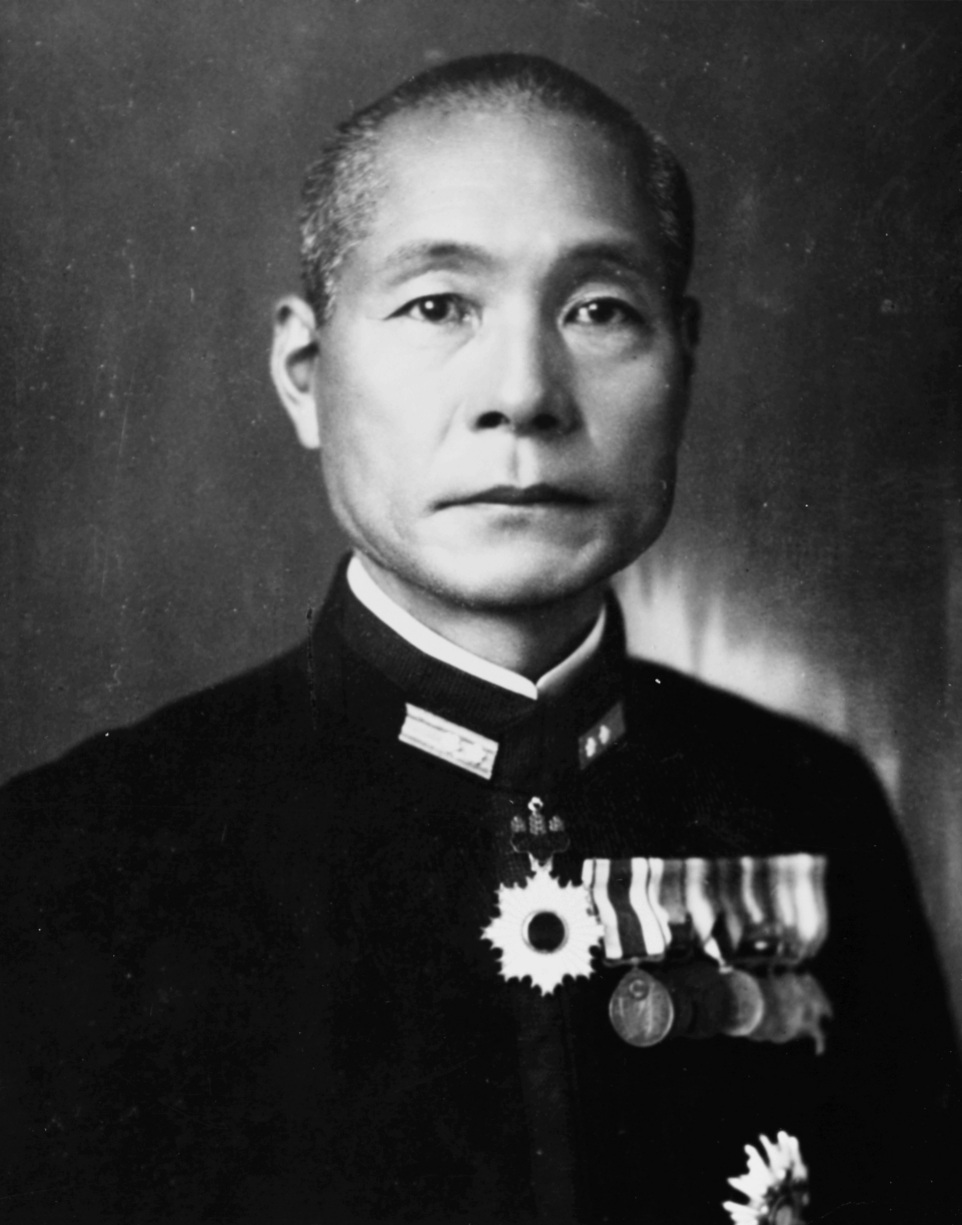
Гунъити Микава, командующий 8-м флотом

Ямамото выделил авианосцы Дзюнъё и Дзуйхо, линкоры Конго и Харуна, четыре тяжёлых крейсера и группу прикрытия из эскадренных миноносцев под командованием Нобутакэ Кондо для дальнего прикрытия операции Кэ у атолла Онтонг-Джава в северной части Соломоновых островов. Непосредственно эвакуацию должен был обеспечивать 8-й флот Микавы, состоящий из тяжёлых крейсеров Кумано и Тёкай, лёгкого крейсера Сэндай и 21 эскадренного миноносца. Эсминцы Микавы должны были непосредственно принимать участие в эвакуации. Ямамото ожидал, что по меньшей мере половина эсминцев будет потоплена в ходе операции.
Для получения превосходства в воздухе были привлечены 11-й воздушный флот, подчинявшийся командованию морского флота, и 6-й воздушный полк сухопутных сил, базировавшиеся в Рабауле с 212 и 100 самолётами соответственно. Кроме того, 64 самолёта авиагруппы авианосца Дзуйкаку были временно размещены в Рабауле. Дополнительно 60 гидросамолётов авиагруппы «Р», базировавшиеся в Рабауле, Бугенвиль и на Шортлендских островах, увеличили общее количество японских самолётов, принимавших участие в операции, до 436. Соединение боевых кораблей и самолётов на наземных аэродромах под командованием Дзинъити Кусаки в Рабауле получило название флот Юго-Восточного района.
Японским силам противостоял американский флот адмирала Уильям Хэлси, главнокомандующего силами Союзников в южной части Тихого океана, в который входили авианосцы Энтерпрайз и Саратога, шесть эскортных авианосцев, три быстрых линкора, четыре старых линкора, 13 крейсеров и 45 эскадренных миноносцев. 13-я воздушная армия насчитывала 92 истребителя и бомбардировщика под командованием бригадного генерала Натана Ф. Твининга, ВВС «Кактуса» на Гуадалканале насчитывали 81 самолёт под командованием бригадного генерала морской пехоты Фрэнсиса Патрика Мулкахи. Контр-адмирал Обри Фитч осуществлял общее командование авиацией юга Тихого океана. Кроме того, авиационные подразделения флота и эскортных авианосцев насчитывали 339 самолётов. Ещё 30 тяжёлых бомбардировщиков базировались в Новой Гвинее и имели достаточную дальность, чтобы проводить операции в районе Соломоновых островов. В целом Союзники имели 539 самолётов перед операцией Кэ.
На первую неделю января болезни, голод и боевые действия уменьшили контингент Хякутакэ до около 14 000 солдат, из которых многие были слишком больны и бесполезны для несения службы. У 17-й армии было три действующие полевые пушки и очень малое количество артиллерийских снарядов. Другая картина наблюдалась у Союзников на острове, где под началом генерала-майора Александера Патча находились подразделения армии и морской пехоты общей численностью 50 666 человек. В расположении Патча было 167 гаубиц, включая 75 мм, 105 мм и 155 мм и большие запасы снарядов.

## Операция

### Подготовка
1 января японские военные изменили свои коды радиосвязи, создав трудности для разведки Союзников, которая частично взломала старые шифры, что позволяло узнавать о намерениях и передвижениях японцев. В течение января наблюдатели Союзников и аналитики, занимающиеся радиопередачами противника, отметили концентрацию кораблей и самолётов на Труке, в Рабауле и на Шортлендских островах. Аналитики Союзников определили, что учащение радиопередач в районе Маршалловых островов имело целью отвлечение внимания от операции, которая должна была проходить либо на Новой Гвинее, либо на Соломоновых островах. Разведчики Союзников, однако, неверно интерпретировали природу операции. 26 января разведка Тихоокеанского командования Союзников проинформировала войска Союзников на Тихом океане о том, что японцы планируют новую наступательную операцию, названную Кэ, либо на Соломоновых островах, либо на Новой Гвинее. Frank, 1990, pp. 545—546.
14 января Токийский экспресс из девяти эсминцев доставил батальон Яно, который должен был обеспечивать безопасность тылов на Гуадалканале во время операции Кэ при эвакуации. Батальон под командованием майора Кэйдзи Яно включал 750 пехотинцев и батарею горных пушек, команда которой составляла ещё 100 человек. Вместе с батальоном на остров прибыл подполковник Кумао Имото, представитель 8-й сухопутной армии, который доставил приказ и план эвакуации Хякутакэ. 17-я армия к этому моменту ещё не была информирована об эвакуации. ВВС «Кактус» и 13-я воздушная армия атаковали эти девять эсминцев на обратном пути, повредили Араси и Таникадзэ и сбили восемь японских истребителей, эскортировавших конвой. Потери американской авиации составили пять самолётов.
Вечером 15 января Имото прибыл в штаб-квартиру 17-й армии в Кокумбона и проинформировял Хякутакэ и его штаб о решении покинуть остров. Неохотно приняв приказ 16 января, 18 января штаб 17-й армии объявил о плане эвакуации Кэ своим войсками. План был направлен 38-й дивизии, который в тот момент вёл оборонительные бои против наступающих американцев на горных хребтах и холмах внутренней части острова, чтобы отойти к мысу Эсперанс в западной оконечности Гуадалканала начиная с 20 января. Отход 38-й дивизии должен был быть прикрыт 2-м пехотным дивизионом, который находился на Гуадалканале с октября 1942 года, и батальоном Яно, которые, в свою очередь после выполнения задачи должны были отойти за 38-й на запад. Всех солдат, которые не могли самостоятельно передвигаться, призывали совершить самоубийство и «поддержать честь Императорской армии».

### Переход на запад
Патч начал новое наступление в тот самый момент, когда 38-я дивизия начал отход со своих позиций на близлежащих хребтах и холмах. 20 января 25-я пехотная дивизия, под командованием генерала-майора Джозефа Лоутона Коллинза атаковала несколько холмов, по американским обозначениям это были холмы 87, 88 и 89, эти холмы составляли хребет, который доминировал над Кокумбоной. Встречая намного меньшее сопротивление, чем ожидалось, заняли три холма утром 22 января. Перебрасывая свои силы, чтобы закрепить достижения, Коллинз продолжил наступательную операцию и с наступлением темноты захватил следующие два холма, 90 и 91, в результате чего американцы заняли позиции, с которых Кокумбона оказывалась изолированной, а 2-я японская дивизия попадала в ловушку.

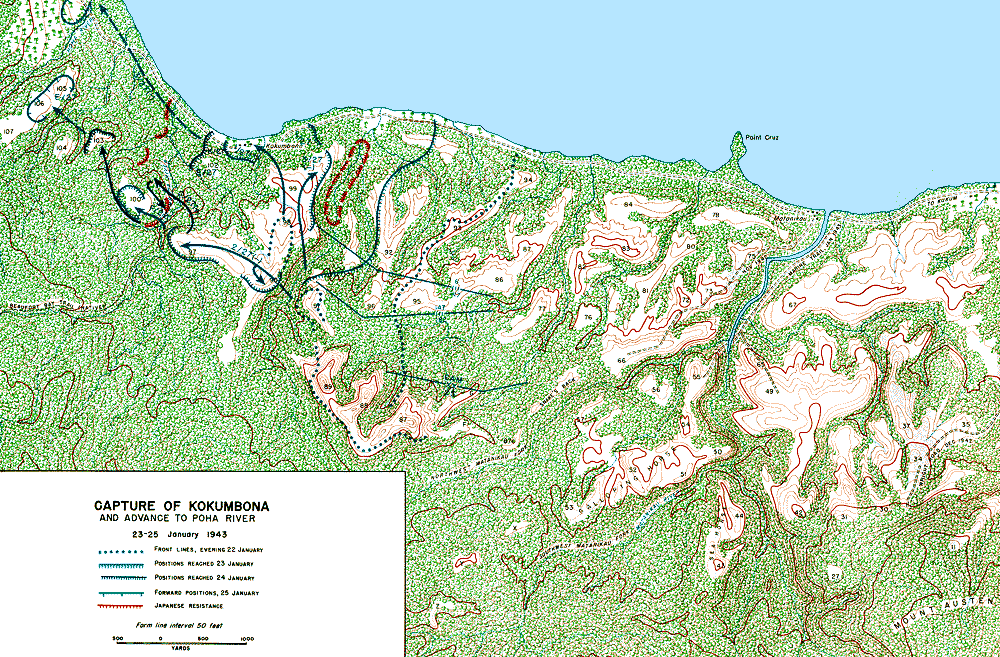
Американские войска занимают Кокумбона и начинают двигаться на запад, 23-25 января.

Быстро реагируя на изменение ситуации, японцы молниеносно эвакуировали Кокумбона и приказали 2-й дивизии немедленно отступать на запад. Американцы захватили Кокумбона 23 января. Несмотря на то, что некоторые японские подразделения попали в окружение и были уничтожены, большая часть 2-й дивизии смогла уйти.
Все ещё опасаясь подхода японских подкреплений и начала наступления японцев, Патч одновременно использовал только эквивалент одного полка для атаки японских сил к западу от Кокумбона, оставляя остальные силы около мыса Лунга для защиты аэродрома. Местность к западу от Кокумбона позволяла японцам задержать американские силы, пока остальная часть 17-й армии продолжала переход к мысу Эсперанс. Американское продвижение было заключено в коридоре от 300 до 600 ярдов (от 270 до 550 м) между океаном и густыми джунглями и крутыми коралловыми горными хребтами. Между хребтами, идущими перпендикулярно берегу, параллельно им располагались многочисленные бухты и речушки, что превращало этот коридор в «гладильную доску».
26 января объединённые силы сухопутных войск и морской пехоты США, которые получили название «Объединённая армейско-морская дивизия» (CAM), двигаясь на запад, встретили батальон Яно у реки Мармура. Солдаты Яно на некоторое время остановили продвижение CAM, а затем медленно отошли к западу в течение трёх последующих дней. 29 января Яно отступил через реку Бонеги, где солдаты 2-й дивизии обустроили ещё одну оборонительную позицию.
Японская оборона удерживала Бонеги в течение почти трёх дней. 1 февраля после бомбардировки берега эсминцами Вилсон и Андерсон американцы успешно пересекли реку, но не смогли немедленно продвинуться на запад.

### Кампания в воздухе
Кампания по получению превосходства в воздухе во время Операции Кэ началась в середине января ночными атаками аэродрома Хендерсон-Филд группами от трёх до десяти самолётов, причиня небольшой урон. 20 января одиночный самолёт Kawanishi H8K сбросил бомбы на Эспириту-Санто. 25 января японский флот отправил 58 истребителей Zero на дневную атаку к Гуадалканалу. В ответ ВВС «Кактус» поднял 8 истребителей Wildcat и 6 P-38, которые сбили четыре Zero без потерь со своей стороны.
Второй крупный авианалёт был произведён 27 января девятью лёгкими бомбардировщиками Kawasaki Ki-48 под эскортом 74 истребителей Nakajima Ki-43 6-й авиационной дивизии армии из Рабаула. 12 Wildcat, 6 P-38 и 10 P-40 авиабазы Хендерсон встретили японские самолёты над Гуадалканалом. В результате боя японцы потеряли шесть истребителей, а ВВС «Кактус» один Wildcat, четыре P-40 и два P-38. Самолёты Kawasaki сбросили бомбы на американские позиции у реки Матаникау, нанеся небольшой урон.

### Бой у острова Реннелл
Предполагая, что японцы начали большое наступление на южных Соломоновых островах, нацелившись на Хендерсон-Филд, Хэлси в ответ отправил, начиная с 29 января, конвой с подкреплениями на Гуадалканал, при поддержке большого числа боевых кораблей, разделённых на пять оперативных соединений. Эти пять соединений включали два больших авианосца, два эскортных авианосца, три линкора, 12 крейсеров и 25 эсминцев

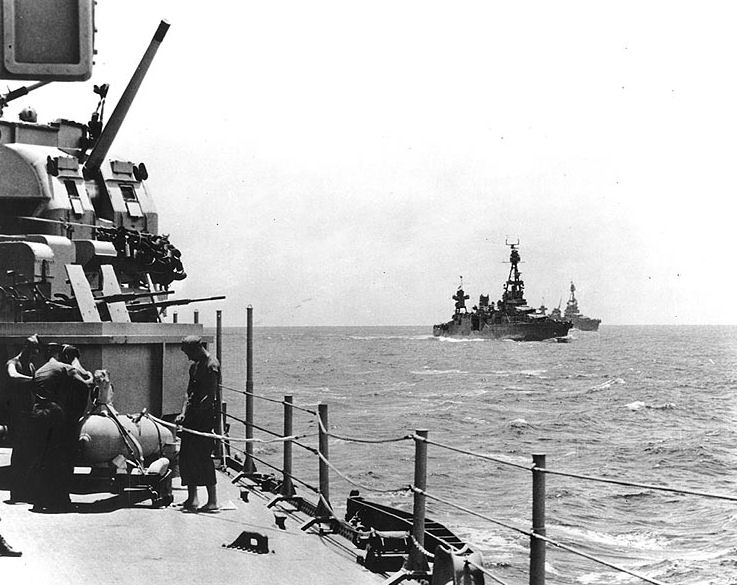
TF18 Гиффена двигается в направлении Гуадалканала 29 января.

Прикрывать прибытие транспортного конвоя было направлено соединение TF18 под командованием контр-адмирала Роберта К. Гиффена, в состав которого входило три тяжёлых крейсера, три лёгких крейсера, два эскортных авианосца и восемь эсминцев. Соединение авианосца Энтерпрайз шло в 400 километрах (250 миль) от TF18.
Кроме защиты конвоя, перед TF18 стояла задача встретиться с четырьмя американскими эсминцами, расположенными у Тулаги, в 21:00 29 января для того, чтобы провести зачистку пролива Слот к северу от Гуадалканала на следующий день, чтобы прикрыть высадку десанта с транспортов на Гуадалканал. Однако эскортные авианосцы были слишком медленными, что не давало возможности Гиффену прибыть по расписанию, поэтому Гиффен оставил авианосцы под прикрытием двух эсминцев и в 14:00 29 января ушёл, увеличив скорость.
Корабли Гиффена обнаружили и отслеживали японские подводные лодки, которые передавали информацию о их составе и направлении движения своему командованию. Около полудня на основании донесений подводных лодок торпедоносцев 16 Mitsubishi G4M тип 1 из 705 авиагруппы и 16 торпедоносцев Mitsubishi G3M тип 96 из 701 авиагруппы вылетели из Рабаула для атаки кораблей Гиффена, которая находилась в тот момент между островами Реннелл и Гуадалканал.
Торпедоносцы атаковали корабли Гиффена двумя волнами между 19:00 и 20:00. Две торпеды попали в тяжёлый крейсер Чикаго, причинив тяжёлые повреждения, которые привели к потере хода. Три японских самолёта были сбиты зенитным огнём кораблей Гиффена. В связи с этим Хэлси выслал буксир для Чикаго и приказал соединению Гиффена вернуться на следующий день. Шесть эсминцев остались для защиты Чикаго и буксира.
В 16:00 30 января группа из 11 торпедоносцев Mitsubishi из 751 авиагруппы, базировавшейся в Кавьенге и совершавшая перелёт с посадкой в Бука, атаковала группу Чикаго. Истребители Энтерпрайза сбили восемь из них, но большая часть японских самолётов смогла сбросить торпеды раньше. Одна торпеда попала в эсминец Ла-Валетта, нанеся тяжёлые повреждения. Ещё четыре торпеды попали в Чикаго, затопив крейсер.
Транспортный конвой прибыл к Гуадалканалу и успешно произвёл выгрузку 30 и 31 января. Остальные корабли Хэлси ушли в Коралловое море к югу от Соломоновых островов дожидаться подхода кораблей японского флота, так как Союзники по-прежнему ожидали от японцев наступательных действий. Отход TF18 от Гуадалканала снял потенциальную угрозу срыва операции Кэ.
Кроме того, 29 января в 18:30 два новозеландских минных заградителя Моа и Киви перехватили японскую подводную лодку I-1, которая пыталась доставить снабжение на Камимбо на Гуадалканале. Новозеландские корабли затопили I-1 после 90-минутного боя.

### Первый рейс эвакуации
Оставив крейсера в Кавьенге, Микава собрал все 21 из бывших в наличии эскадренных миноносцев на японской морской базе на Шортлендских островах 31 января для начала рейсов эвакуации. Контр-адмирал Синтаро Хасимото был направлен командовать этой группой эсминцев, названной Группа подкрепления. 60 гидросамолётов авиации сухопутных войск «Р» были подняты с разведывательными задачами для Группы подкрепления и поддержке в борьбе с торпедными катерами Союзников во время ночных рейсов эвакуации. Бомбардировщики B-17 Союзников атаковали якорную стоянку у Шортлендских островов утром 1 февраля, но ни разу не попали в цель и потеряли четыре самолёта от действий японских истребителей. В тот же самый день 6-я авиационная дивизия армии атаковала Хендерсон-Филд 23 истребителями Nakajima Ki-43 и 6 бомбардировщиками Kawasaki Ki-48, н не нанесла ущерба и потеряла один истребитель.

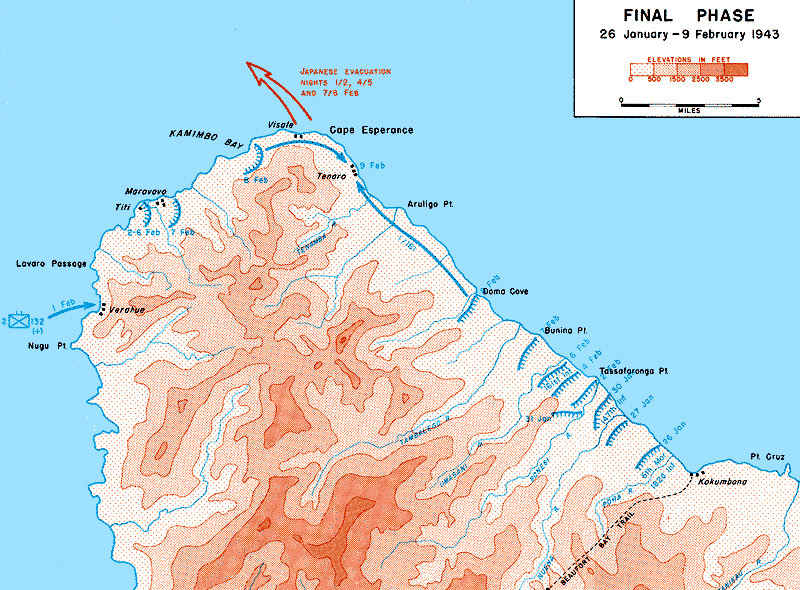
Карта последней фазы Гуадалканальской кампании, 26 января — 9 февраля, показаны американские наступательные и японские оборонительные позиции и точки эвакуации

Предполагая, что японцы могут отступить к южному берегу Гуадалканала, утром 1 февраля Патч высадил смешанный батальон солдат и морских пехотинцев численностью около 1 500 человек под командованием полковника Александера Джорджа у Вераху на южном берегу Гуадалканала. Американские солдаты были доставлены к месту высадки морскими транспортными силами, включающими шесть десантных кораблей и используемого как транспорт эсминца (Стрингхэм), которые эскортировались четырьмя эсминцами (теми самыми эсминцами, которые присоединились к TF18 тремя днями ранее). Японские разведывательные самолёты обнаружили корабли, шедшие высадить десант. Полагая, что эти корабли могут сорвать ночной рейс эвакуации, их атаковали 13 пикировщиков под прикрытием 40 Zero из Буина, Бугенвиль.
Ошибочно приняв японские самолёты за дружественные, эсминцы не открывали огонь пока пикировщики не начали атаковать. Начиная с 14:53 эсминец Де Хэвен получил три бомбовых попадания и затонул почти сразу в 2 милях (3 км) к югу от острова Саво со 167 членами экипажа, включая капитана. Эсминец Николас был повреждён несколькими близкими разрывами. Пять пикировщиков и три Zero были сбиты зенитным огнём и истребителями «Кактуса». ВВС «Кактуса» потеряли три Wildcat в бою.
Хасимото с 20 эскадренными миноносцами отправился с Шортлендских островов 1 февраля в 11:30 в первый рейс эвакуации. Одиннадцать эсминцев были назначены транспортами, остальные девять составили группу прикрытия. Во второй половине дня эсминцы были атакованы у Вангуну 92 самолётами ВВС «Кактуса» двумя волнами. Самолёты Союзников добились близкого разрыва с флагманом Хасимото Макинами, нанеся ему тяжёлые повреждения. Четыре самолёта были сбиты. Хасимото перешёл на Сираюки и приказал Фумидзуки взять Макинами на буксир и привести его на базу.
Одиннадцать американских торпедных катеров поджидали эсминцы Хасимото между Гуадалканалом и островом Саво. Начиная с 22:45 в течение тррёх часов корабли Хасимото и торпедные катера провели серию быстротечных боёв. Эсминцы Хасимото при поддержке гидросамолётов прикрытия затопили три торпедных катера.
В то же самое время транспортные эсминцы подошли к двум пунктам погрузки у мыса Эсперанс и Камимбо в 22:40 и 24:00 соответственно. Японские моряки переправляли ожидающих солдат на эсминцы в баржах и десантных судах. Контр-адмирал Томидзи Коянаги, второй по старшинству командир в Группе подкрепления, описывал эвакуацию так: «Они носили только рваную одежду, очень грязную, их физическое состояние было критическим. Возможно, они были счастливы, однако не показывали своих чувств. Их пищеварительные органы были полностью разрушены, поэтому мы не могли им предложить нормальной пищи, только овсянку.» Другой офицер писал: «Их ягодицы были тощими настолько, что были полностью видны анусы, на подобравших их эсминцах [солдаты] страдали от постоянной и непроизвольной диареи.»
После погрузки 4 935 солдат, по большей части из 38-й дивизии, транспортные эсминцы закончили погрузку в 01:58 и приготовились к обратному рейсу на Шортлендские острова. Примерно в это время, на Макигумо, одном из эсминцев прикрытия, внезапно произошёл большой взрыв, причиной которого была торпеда торпедного катера либо морская мина. Получив информацию, что Макигумо потерял ход, Хасимото приказал покинуть корабль и затопил его в точке (09°15′ ю. ш. 159°47′ в. д.). На обратном пути Группа подкрепления была атакована самолётами с Хендерсон-Филд около 08:00, но корабли повреждений не получили; в дальнейшем до Шортлендских островов боевых столкновений не было, а к 12:00 2 февраля корабли достигли пункта назначения.

### Второй и третий рейсы эвакуации
4 февраля Патч приказал 161-му пехотному полку заменить 147-й полк на передовой и возобновить наступление на запад. Батальон Яно отошёл на новые позиции у реки Сегилау и солдаты были отправлены остановить продвижение подразделений Джорджа на южном берегу. Тем временем соединения авианосцев и линкоров Хэлси остались, опасаясь воздушных атак японцев, в 300 милях (480 км) к югу от Гуадалканала.

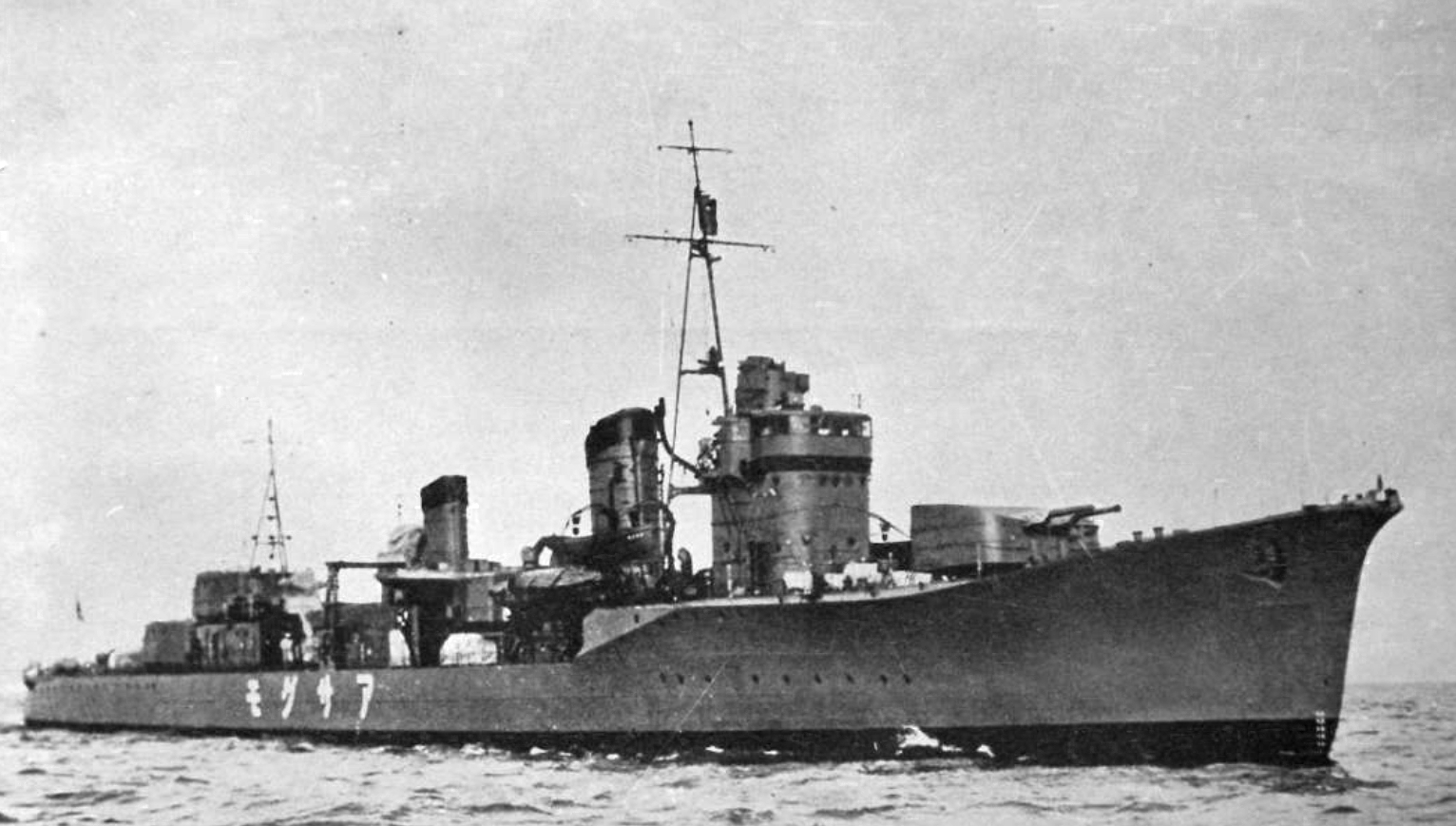
Асагумо

Кондо отправил два эсминца из своего флота, Асагумо и Самидарэ, к Шортлендским островам для замены двух выбывших из строя во время первого рейса эвакуации эсминца. Хасимото отправил во второй рейс эвакуации 20 эсминцев, направившихся к Гуадалканалу 4 февраля в 11:30. ВВС «Кактуса» атаковали Хасимото двумя волнами начиная с 15:50 силами в общей сложности 74 самолёта. Близкий разрыв бомбы тяжело повредил Майкадзэ и Хасимото выделил Нагацуки для его буксировки на Шортлендские острова. Американцы лишились 11 самолётов во время этой атаки, в то время как японцы потеряли только один Zero.
Американские торпедные катера не беспокоили корабли Хасимото этой ночью, и погрузка прошла без происшествий. Группа подкрепления забрала Хякутакэ, его штаб и 3 921 солдат, главным образом из 2-й дивизии, и пришла к Бугенвилю без происшествий 5 февраля в 12:50. Утреннего налёта авиации Хендерсон-Филд кораблям Хасимото удалось избежать.
Полагая, что японские операции 1 и 4 февраля были подкреплением, а не эвакуацией, американские войска на Гуадалканале продвигались медленно и осторожно, проходя только 900 ярдов (820 м) в день. Силы Джорджа остановились 6 февраля после продвижения к Тити на южном берегу. На северном берегу 161-й полк 6 февраля в 10:00 наконец начал наступать в западном направлении и дошёл до реки Умасани. В то же самое время японцы отвели оставшиеся 2 000 солдат в Камимбо.
7 февраля 161-й полк пересёк Умасани и достиг Бунина, примерно в 9 милях (14 км) от мыса Эсперанс. Войска Джорджа, командование которыми принял Джордж Ф. Ферри, наступали от Тити до Маровово и окопались там ночью на расстоянии около 2000 ярдов (1 800 м) к северу от деревни.
Зная о присутствии авианосцев и больших артиллерийских кораблей Хэлси около Гуадалканала, японцы собирались отменить третий рейс эвакуации, но решили продолжить операцию по плану. Силы Кондо расположились в 550 милях (890 км) к северу от Гуадалканала, готовые вступить в бой в случае появления кораблей Хэлси. В полдень 7 февраля Хасимото отправил с Шортлендских островов 18 эсминцев, взяв курс к югу от Соломоновых островов вместо прохода по проливу Слот. Налёт ВВС «Кактуса», в котором приняло участие 36 самолётов, атаковало Хасимото в 17:55, тяжело повредив Исокадзэ близким разрывом бомбы. Исокадзэ вернулся под эскортом Кавакадзэ. Союзники и японцы потеряли по одному самолёту.
Прибыв к Камимбо, корабли Хасимото погрузили 1 972 солдат около 00:03 8 февраля, без какого-либо противодействия со стороны американского флота. Ещё в течение полутора часов экипажи эсминцев прочёсывали на своих лодках побережье в поисках отставших и чтобы убедиться, что ни один солдат не остался на острове. В 01:32 Группа подкрепления покинула Гуадалканал и к 10:00 прибыла к Бугенвилю без происшествий, завершив операцию.

## Последующие события
На рассвете 8 февраля солдаты армии США с обоих берегов продолжили наступление, встречая только тяжелобольных и мёртвых японских солдат. Патч наконец понял, что Токийский экспресс в последние недели проводил эвакуацию, а не переброску подкреплений. 9 февраля в 16:50 американские войска встретились на западном берегу у деревни Тенаро. Патч отправил донесение Хэлси, где сообщал: «Окончательное и полное поражение японских войск на Гуадалканале сегодня в 16:50… Токийский экспресс больше не имеет остановки на Гуадалканале».
Японцы успешно эвакуировали в общей сложности 10 652 человек с Гуадалканала, всё что осталось от 36 000 солдат, отправленных на остров в период кампании. Шестьсот эвакуированных умерли от ран и болезней ещё до того, как смогли получить достаточную медицинскую помощь. Ещё для трёх тысяч человек потребовалась длительная госпитализация и восстановление. После получения рапорта об окончании операции Ямамото приказал всем кораблям, предоставленным для операции Кондо, вернуться на Трук. 2-я и 38-я дивизии были перевезены в Рабаул и частично пополнены. 2-я дивизия была размещена на Филиппинах в марте 1943 года, в то время как 38-я дивизия была передислоцирована для защиты Рабаула и Новой Ирландии. 8-я сухопутная армия и Юго-восточный флот были перенаправлены для защиты центральных Соломоновых островов на острова Коломбангара и Нью-Джорджия и приготовились к отправке подкреплений, главным образом состоящих из солдат 51-й пехотной дивизии, первоначально отправленных для Гуадалканала в Новую Гвинею. 17-я армия была переформирована, получив 6-ю пехотную дивизию и штаб-квартиру на Бугенвиле. Небольшое количество японских солдат осталось на Гуадалканале, большинство из них впоследствии были убиты или попали в плен к Союзникам. Последний случай стычки с японскими солдатами зарегистрирован в октябре 1947 года.
Оглядываясь назад, историки высказывают претензии к американцам, в первую очередь Патчу и Хэлси, которые не воспользовались своим преимуществом на земле, в воздухе и на море для предотвращения успешной эвакуации большей части оставшихся боеспособных войск с Гуадалканала. Честер Нимиц, главнокомандующий силами Союзников на Тихом океане, об успехе операции Кэ говорил: «До последнего момента мы полагали, что японцы проводят масштабную переброску подкреплений. Только искусство сохранять в тайне свои намерения, быстрота и отвага позволили японцам вывезти с Гуадалканала свой гарнизон. До момента, когда 8 февраля операция была полностью завершена, мы не знали истинной цели их действий на море и в воздухе.».
Тем не менее, кампания по освобождению Гуадалканала от японских войск стала важной стратегической победой для американцев и Союзников. Укрепив успех на Гуадалканале, Союзники продолжили кампанию против Японии, в конечном счёте одержав победу во Второй мировой войне.